# Chaîne Wasatch
La chaîne Wasatch (également connu sous le nom de chaîne de Wasatch) est un massif montagneux des États-Unis d'Amérique formant la bordure occidentale des montagnes Rocheuses.

## Toponymie
Le nom Wasatch est dérivé de celui d'une tribu amérindienne originaire de la région.

## Géographie

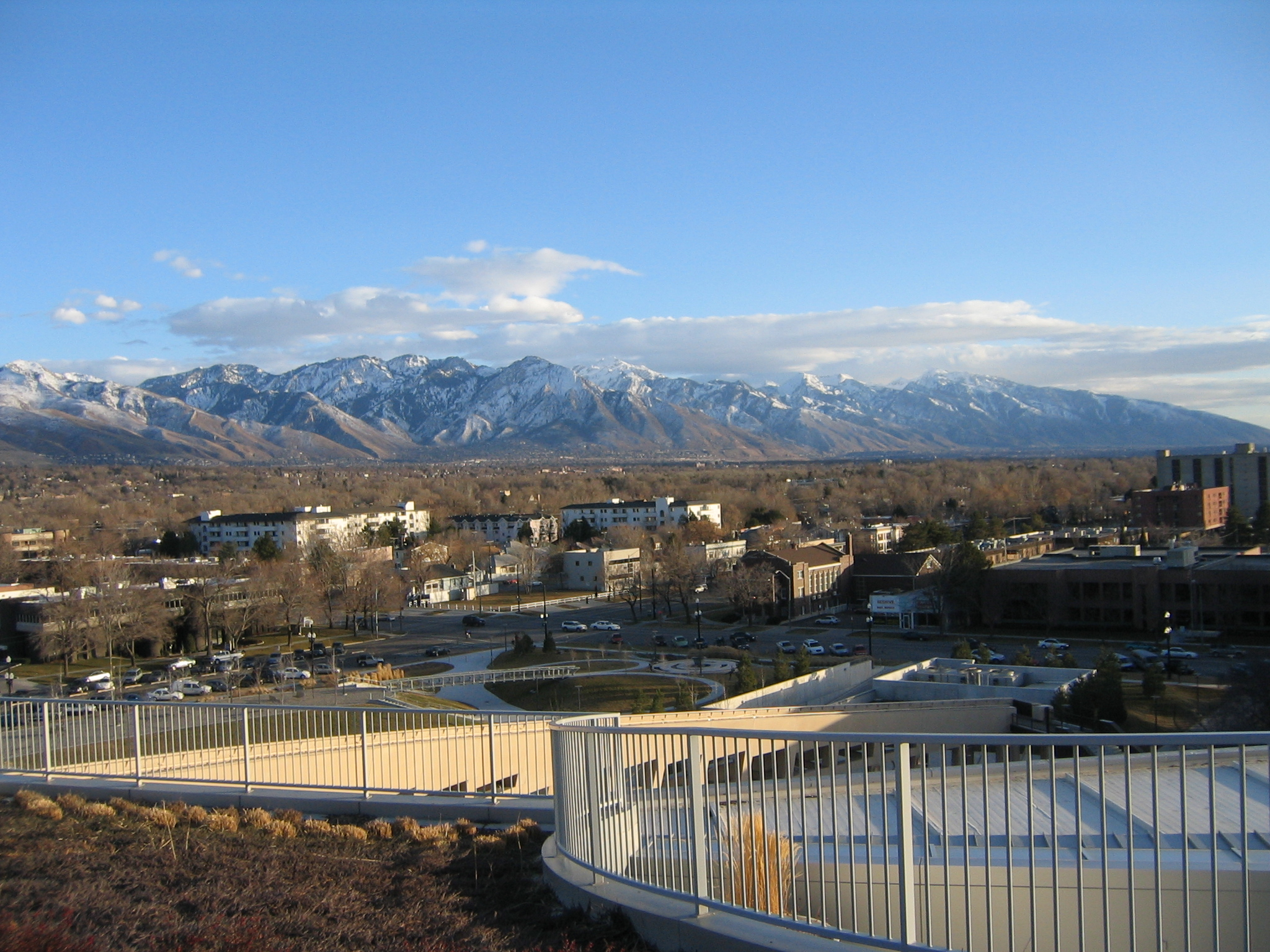
La chaîne Wasatch vue de la bibliothèque de Salt Lake City.

Le massif s'étend du sud de l'Idaho et du Wyoming jusqu'à l'Utah central sur plus de 200 km. Le mont Nebo, culminant à 3 636 m, est le sommet le plus élevé du Wasatch. Les autres pics notables sont le mont Timpanogos, Lone Peak, le mont Olympus et les Twin Peaks (3 453 m) qui surplombent Salt Lake City.
85 % de la population de l'Utah vit aux pieds de la chaîne Wasatch dans la zone appelée Wasatch Front où se trouvent les principales villes de l'Utah : Salt Lake City, Ogden, Provo. Le Grand Lac Salé est à l'ouest de la partie nord du Wasatch.

## Activités en nature et tourisme
Bien que les crêtes ne soient pas particulièrement hautes, comparées au reste des montagnes Rocheuses, elles sont très enneigées et les pistes de ski y sont nombreuses. En raison de la basse humidité relative durant l'hiver, la neige a une texture sèche et pulvérulente, dite neige poudreuse, que la plupart des stations de sport d'hiver locales annoncent comme « meilleure neige sur Terre ». Les accumulations sont localement très importantes, en partie à cause des bourrasques côtières au Grand Lac Salé. Les Jeux olympiques d'hiver de 2002 ont exploité cette neige de haute qualité.
Plusieurs des gorges de Wasatch sont fréquentées par les grimpeurs pour la qualité exceptionnelle de leur granite.

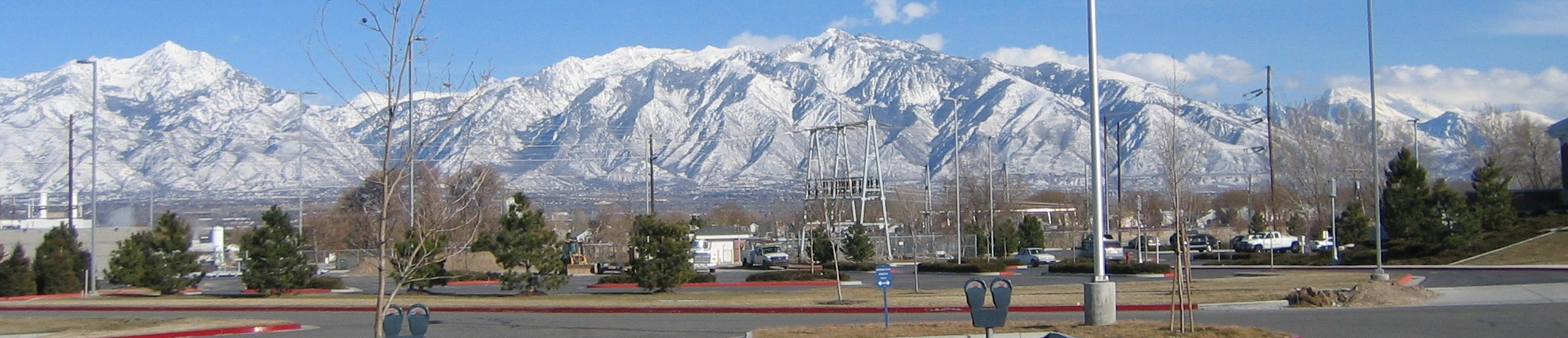
La chaîne Wasatch vue du campus de Salt Lake City.

### Liste des stations de ski

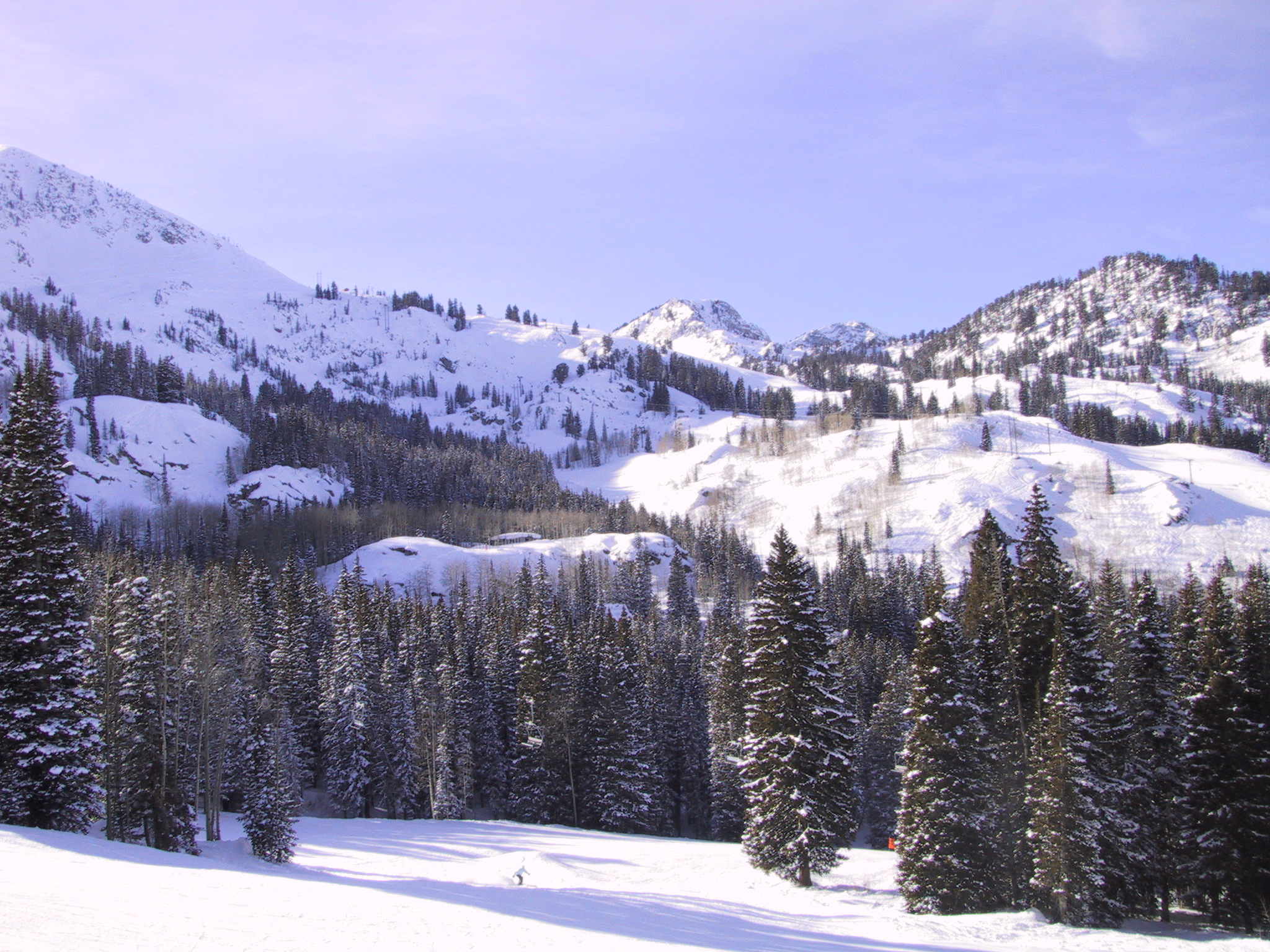
Brighton Ski Resort.

- Park City
- Deer Valley
- The Canyons Resort
- Alta Ski Area
- Snowbird ski resort
- Brighton Ski Resort
- Solitude Mountain Resort
- Sundance
- Snowbasin
- Soldier Hollow